# Viborg
Viborg este un oraș în Danemarca.